# Trittico

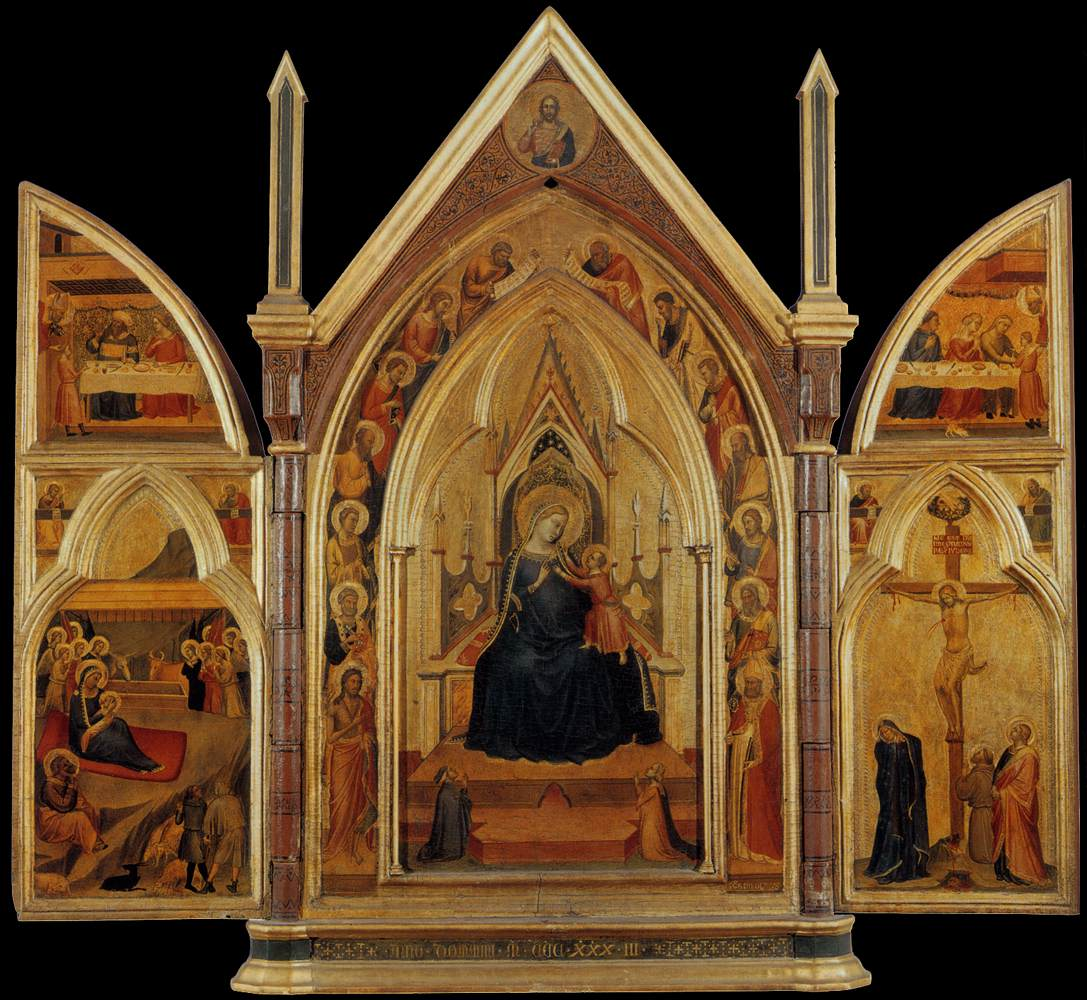
Un trittico di Bernardo Daddi (1333), Museo del Bigallo, Firenze (esempio di altarolo portatile)

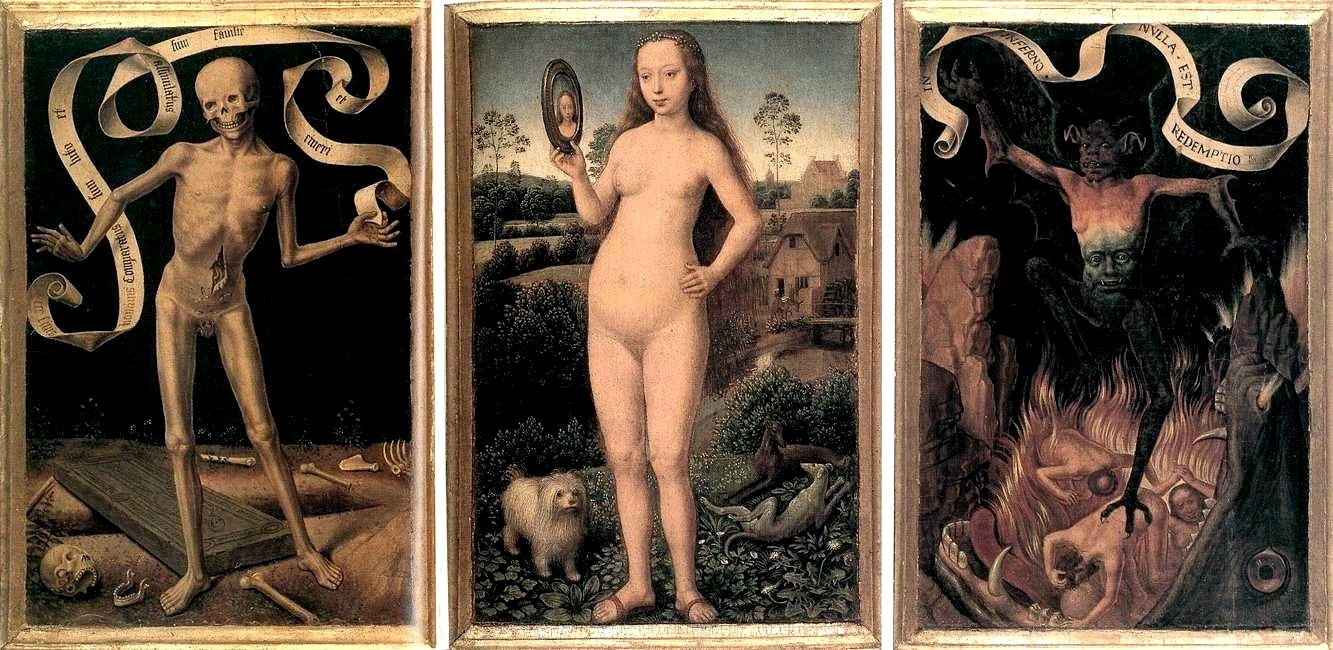
Trittico che rappresenta il memento mori, di Hans Memling (1485), Palazzo dei Rohan, Strasburgo

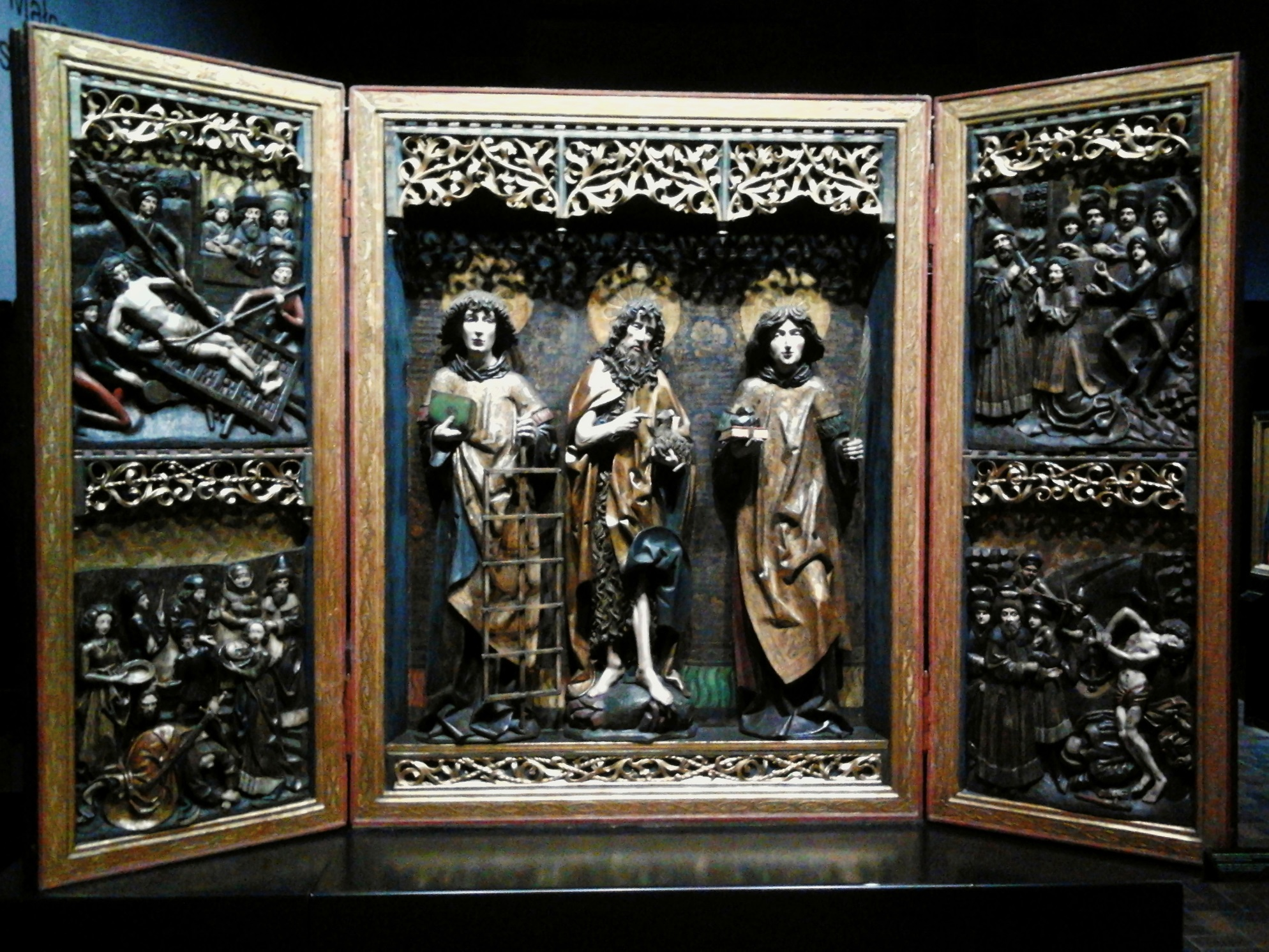
Esempio di trittico scultoreo

Il trittico (dal greco τρίπτυχον tri- "tre" + ptychē "piega") è un'unica opera pittorica o scultorea  divisa in tre parti, che possono essere congiunte da una cornice fissa oppure con cerniere laterali talvolta dotate di un piedistallo  detto predella. Il trittico può essere completato da una parte soprastante detta cimasa.
Tipicamente il trittico nasce come decorazione d'altare richiudibile, in cui le ante laterali, come sportelli, coprono se necessario lo scomparto centrale. Ciò serviva per particolari esigenze liturgiche (ad esempio, come avveniva nelle Fiandre, la parte centrale veniva mostrata solo durante alcune celebrazioni religiose), sia per esigenze di trasporto (il caso tipico degli altaroli da viaggio, che si chiudevano proteggendo l'immagine sacra interna). In seguito si diffuse anche il trittico come semplice accostamento di tre scomparti, non necessariamente chiudibili.
Esistono trittici dei più svariati materiali: dipinti su tavola (di legno), scolpiti in legno, marmo, terracotta, ceramica, avorio, metalli preziosi... Esistono anche esempi di trittici che uniscono parti scolpite e parti dipinte (tipicamente nell'area alpina e in Europa del nord).
È stato usato nell'arte sacra del Medioevo per un considerevole numero di opere. Fra i trittici più famosi c'è il Trittico Stefaneschi di Giotto di Bondone che è dipinto sui due lati e custodito ai Musei Vaticani. Un trittico improprio è quello custodito nella basilica di San Zeno a Verona, del Mantegna.
La forma di trittico è consueta anche nelle icone russe, sia su tavola, sia quelle di piccolo formato, realizzate in bronzo dorato.
Il termine trittico è passato dall'arte pittorica ad altre arti e nel linguaggio comune, dove a volte assume il significato di trilogia.

## Il giardino delle delizie
Esempio di trittico: Il giardino delle delizie di Hieronymus Bosch.

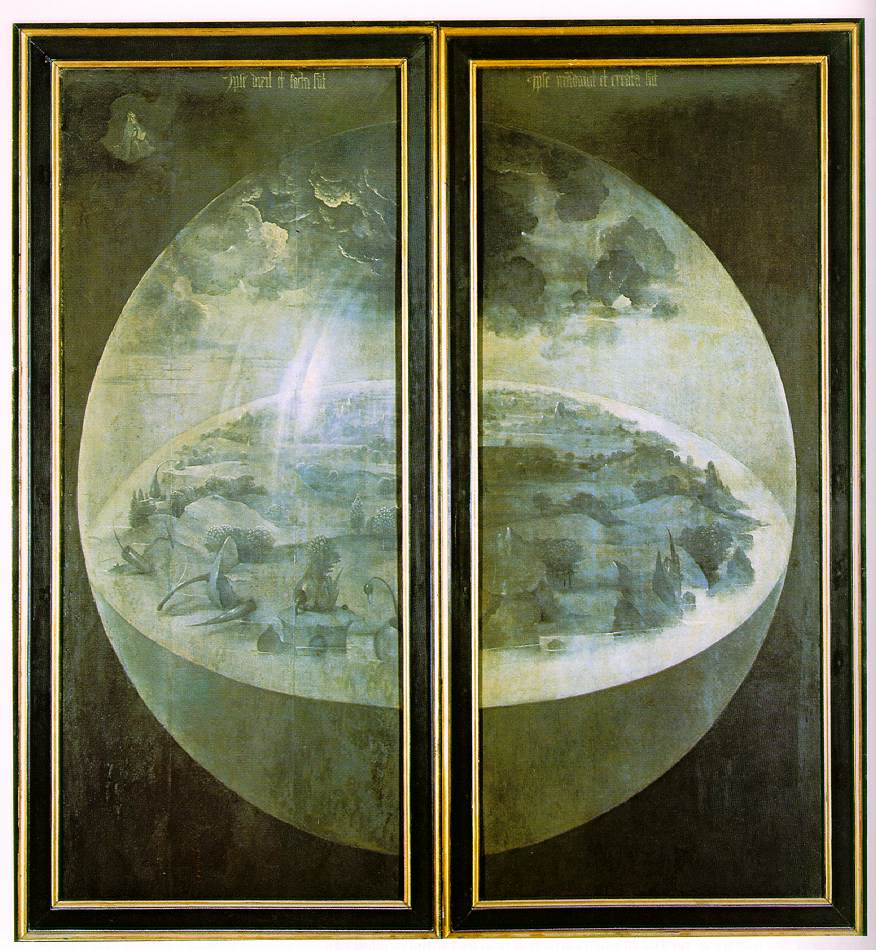
L'esterno (sportelli)
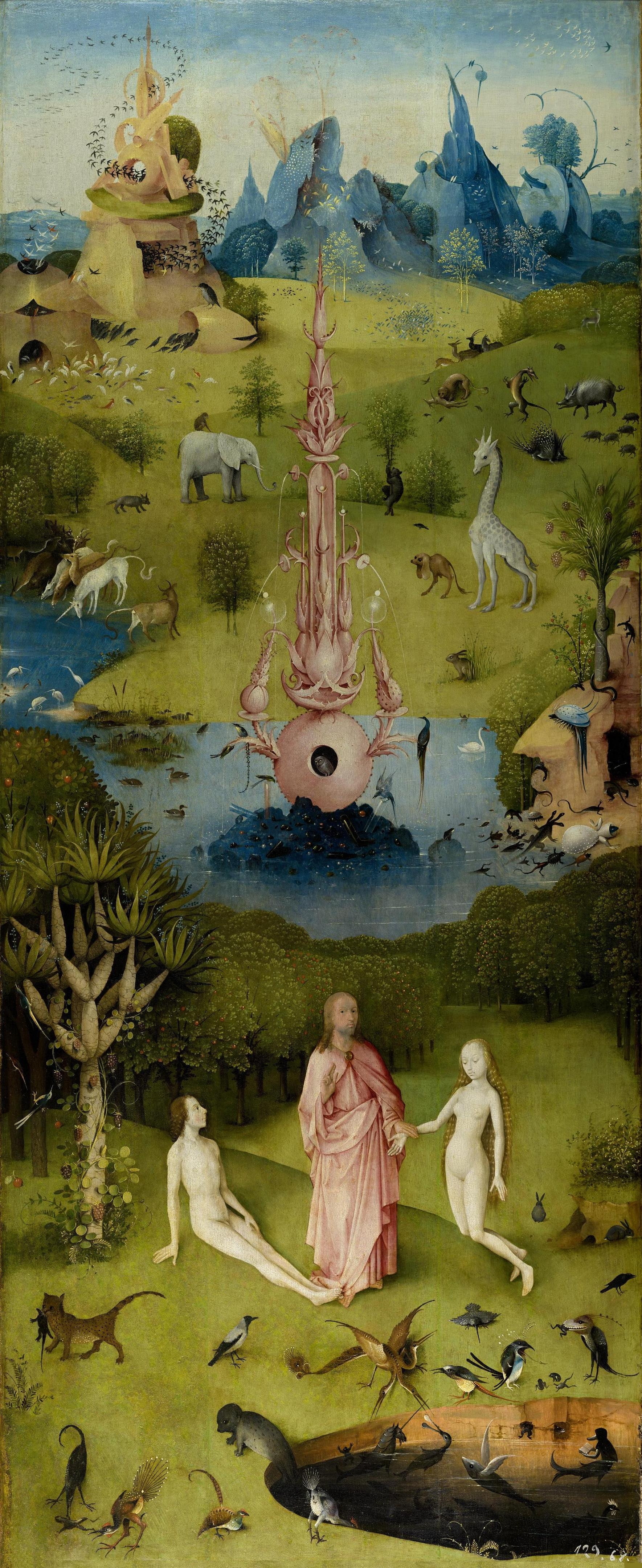
Il pannello di sinistra
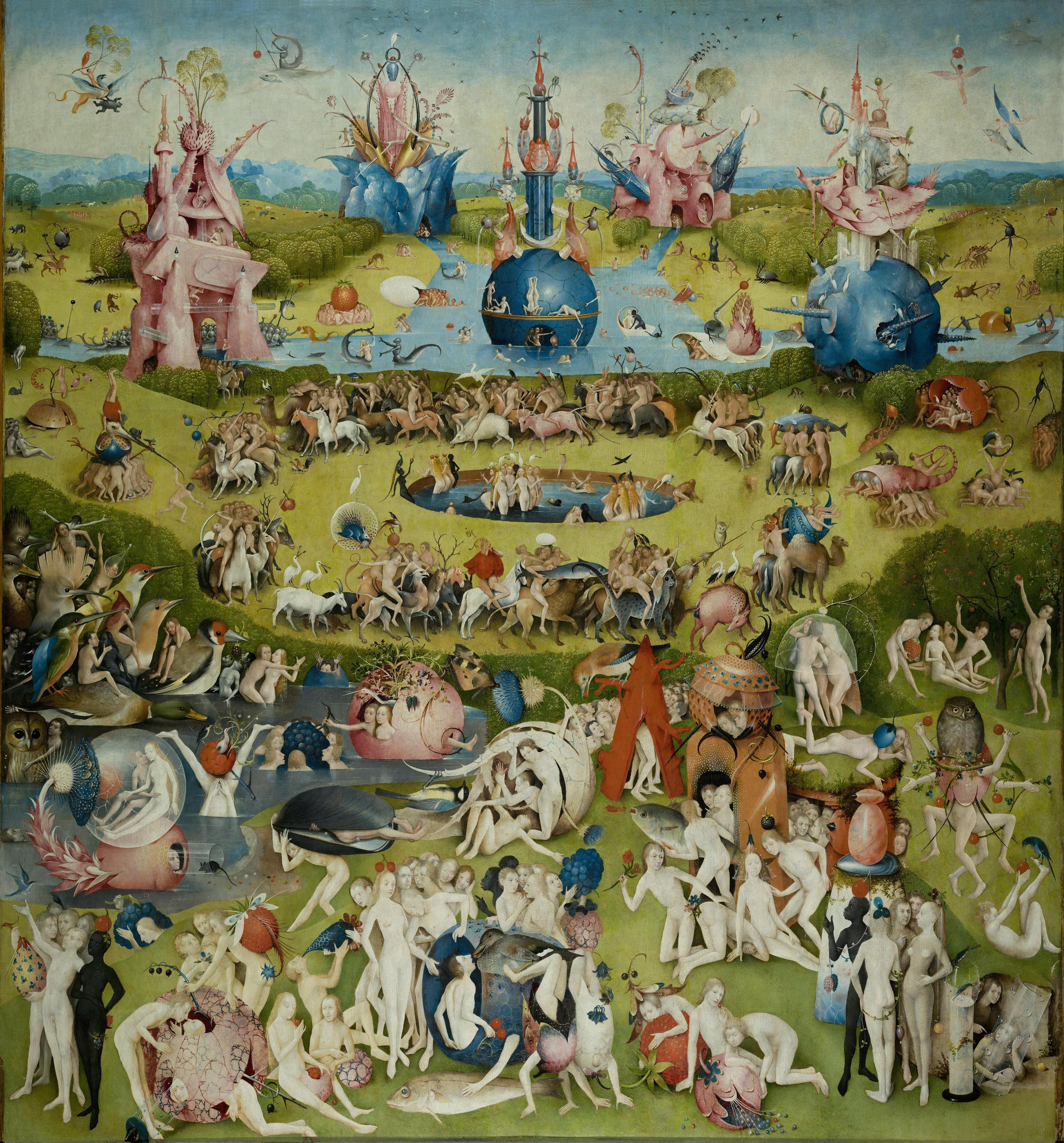
Il pannello centrale
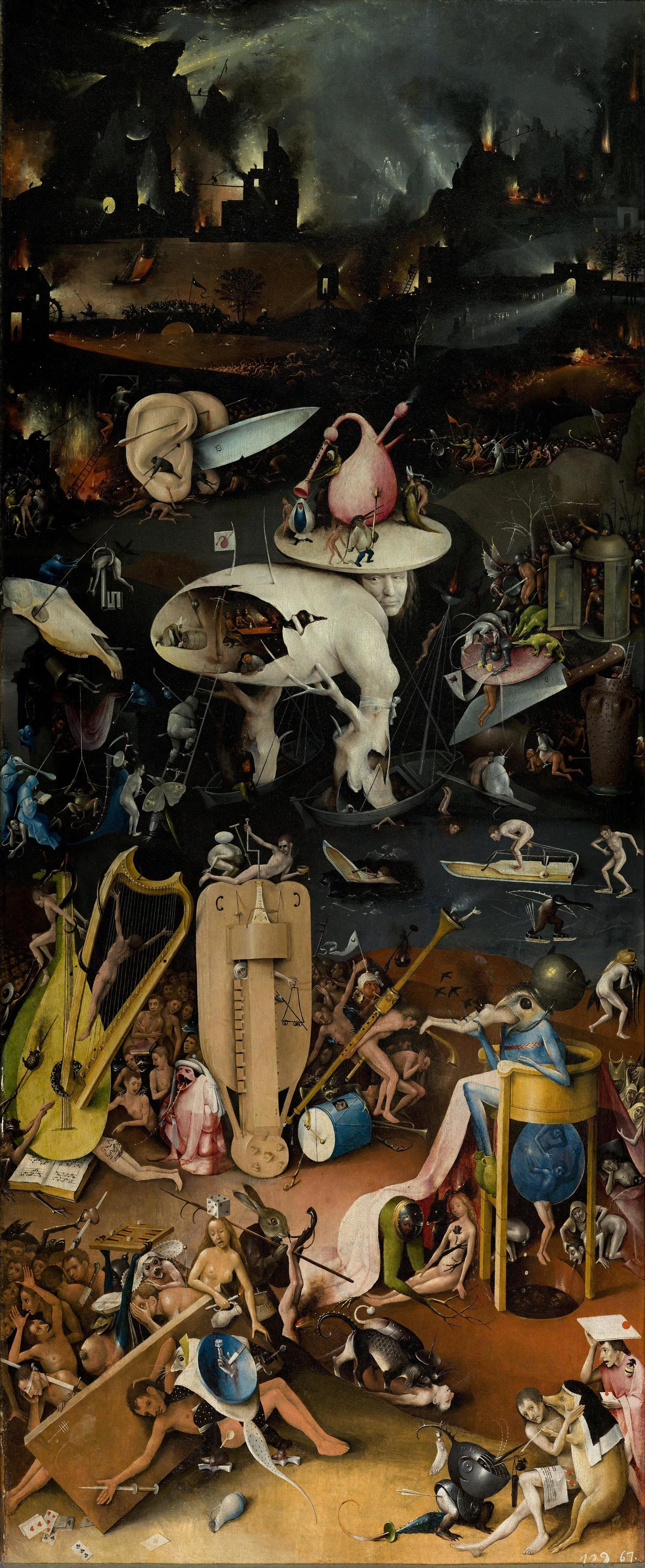
Il pannello di destra
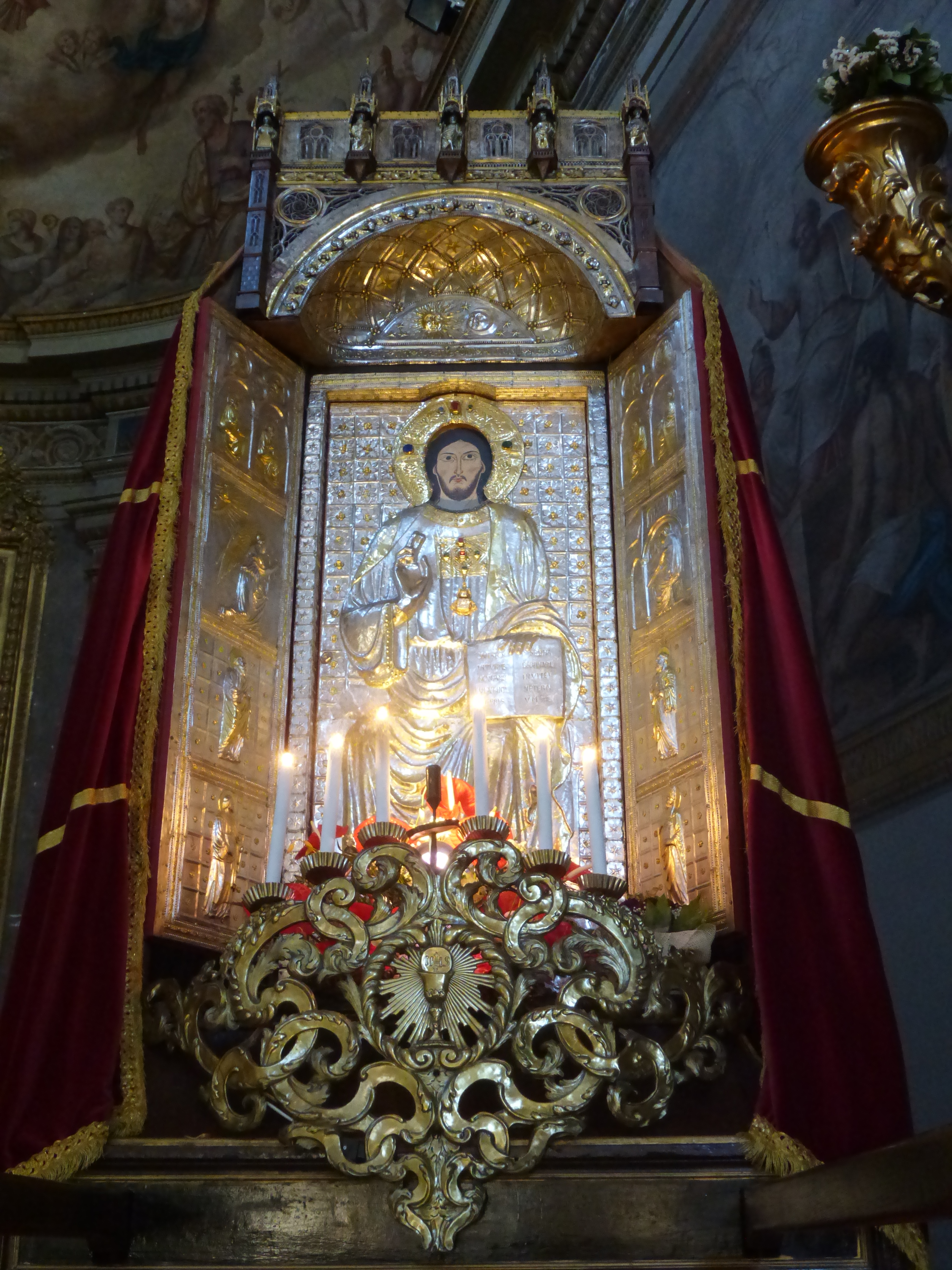
Tivoli - Duomo, trittico del Salvatore